# Лам Кавай
Лам Кавай (иер. трад. 林嘉緯, упр. lam4 ga1wai5) (родился 5 июня 1985 года в Гонконге) гонконгский профессиональный футболист, в настоящее время выступающий за клуб «Гонконг Рейнджерс» на позиции полузащитника.

## Футбольная карьера

### Ранние годы
Лам Кавай жил отдельно от своих родителей и провел детство, играя в футбол. Во время его обучения в школе, он проявил свой талант футболиста. Он играл в команде старшей школы в возрасте 15 лет. Кавай после обучения на форму 3 (аналог общего среднего образования в России) прекратил учёбу, чтобы продолжить футбольную карьеру.
Он начал свою футбольную карьеру в юношеской академии клуба «И Хап». В 2002 году он перешёл в клуб «Рейнджерс», но был сразу отдан в аренду в команду «Дабл Флауэр» с ежемесячной зарплатой всего в 1500 гонконгских долларов. Там он тренировался под руководством тренера Иу Чхуньманя. Затем, когда ему было 17 лет он был отдан в аренду клубу «Китчи».
В 2004 году Лам вернулся в «Рейнджерс» и стал показывать впечатляющую игру. Он был вызван в сборную Гонконга в 2005 году и забил гол в своём дебютном матче. К сожалению, он получил тяжелую травму связок голеностопа в 2005 году и выбыл на большую часть сезона.

### «Китчи»
Лам перешёл в "Китчи "в 2008 году и вместе с Лоу Куаньи следующие десять лет был основным игроком клуба. В «Китчи» он играл роль плеймейкера и имел 10-й номер.

#### Сезон 2010-11
В сезоне 2010/11 сезона он забил 9 голов и был одним из ключевых игроков команды, которая обошла клуб "Саут Чайна "на одно очко в борьбе за чемпионский титул. Это был первый титул для «Китчи» за 47 лет, и тем самым клуб приобрёл право сыграть в Barclays Asia Trophy 2011 и Кубке АФК 2012.
Лам Кавай в том сезоне забил два гола в матче против «Саут Чайна» 11 декабря 2010 года, и помог «Китчи» одержать важную победу на выезде со счётом 4:3. Он забил два гола в матче с клубом «Тай Чун» 1 мая 2011 года, закончившийся победой «Китчи» со счетом 7:0.

#### Перелом малоберцовой кости
После того, как сезон закончился, Лам Кавай играл в футбол с друзьями без согласия клуба и получил перелом малоберцовой кости. Травма не позволила Ламу сыграть за сборную Гонконга в квалификации на Чемпионат мира 2014, и соответственно за «Китчи» на турнире Barclays Asia Trophy 2011. По этой причине клуб лишил его полномочий вице-капитана команды.

#### Сезон 2011/12
19 апреля 2012 года, Лам Кавай получил приз самого ценного игрока лиги марта 2012 года от гонконгской ассоциации спортивной прессы, после того, как помог клубу выиграть Кубок лиги 2011/12.

#### Сезон 2013/14
29 июля 2013 года в выставочном матче против команды английской Премьер-лиги «Манчестер Юнайтед» на стадионе «Гонконг», Лам Кавай сумел уйти на дриблинге от звёздного полузащитника «манкунианцев» Майкла Каррика и забил гол, закрутив мяч в верхний угол из-за пределов штрафной на 53-й минуте, не оставив вратарю Бену Эймосу никаких шансов достать этот мяч. Но «Китчи» все равно проиграл ту игру со счётом 2:5.

#### Сезон 2016/17
Лам забил на последней минуте в победном для «Китчи» матче с клубом «Ханой» 25 января 2017 года, что позволило команде пройти в следующий раунд квалификации Лиги чемпионов АФК 2017.

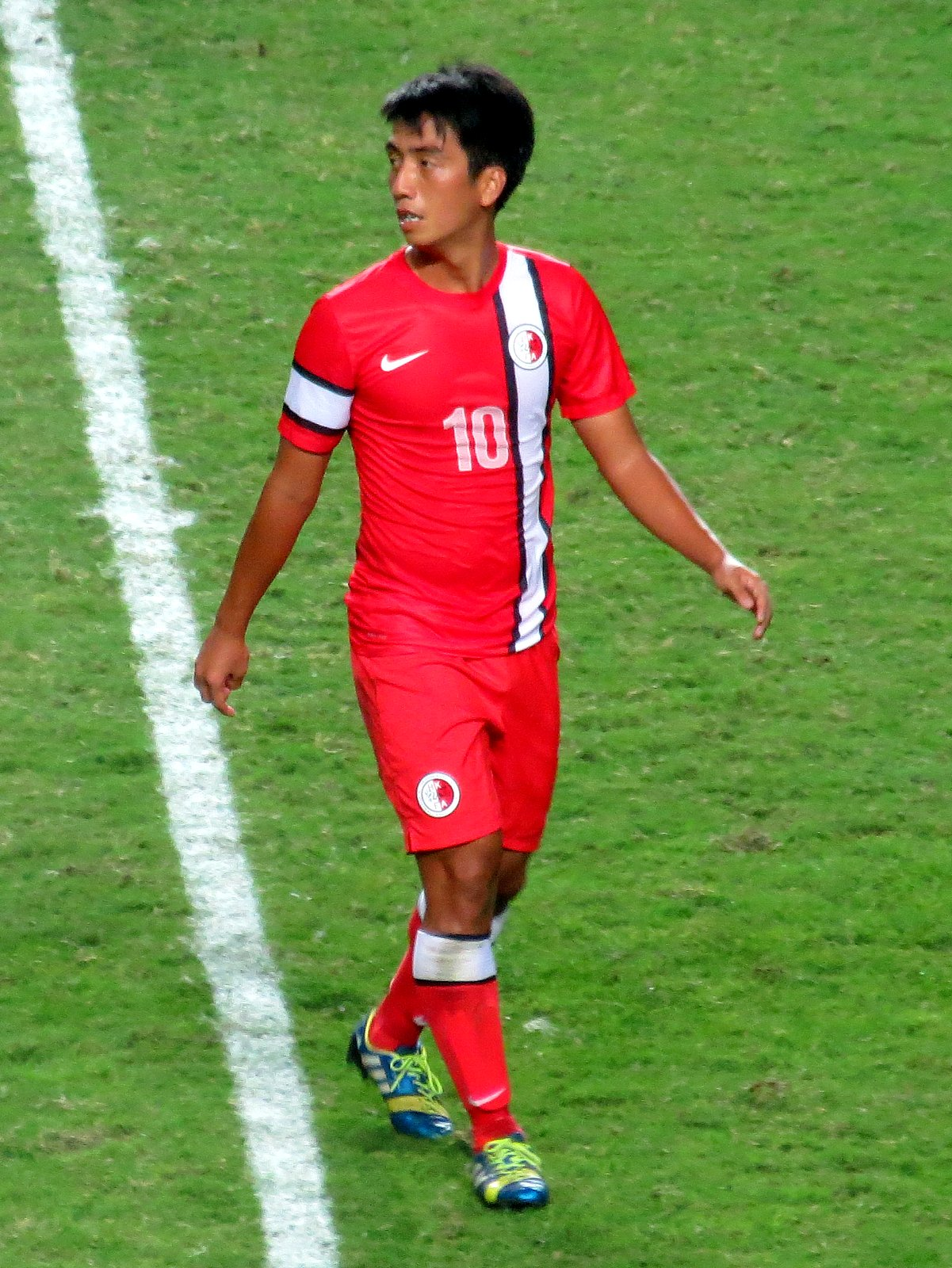
Лам Кавай в форме сборной Гонконга в матче против ОАЭ 15 октября 2013 года.

### «Истерн»
После десяти лет проведённых в «Китчи», Лам подписал контракт с клубом «Истерн» 1 июля 2018 года.

## Карьера в сборной
Лам Кавай дебютировал за сборную Гонконга в матче против Монголии 5 марта 2005 года. 1 июня 2012 года, Лам Кавай забил единственный гол за сборную в товарищеском матче против Сингапура на стадионе «Гонконг».

## Достижения
Китчи
- Чемпионат Гонконга (Премьер-лига, а до 2014 года Первый дивизион) (6): 2010/11, 2011/12, 2013/14, 2014/15, 2016/17, 2017/18
- Кубки лиги (5): 2011/12, 2014/15, 2015/16, 2016/17, 2017/18
- Кубок Гонконга (5): 2011/12, 2012/13, 2014/15, 2016/17, 2017/18